# Dabel
Dabel es un municipio situado en el distrito de Ludwigslust-Parchim, en el estado federado de Mecklemburgo-Pomerania Occidental (Alemania), a una altitud de 58 metros. Su población a finales de 2016 era de 1417 habs. y su densidad poblacional, 57 hab/km².

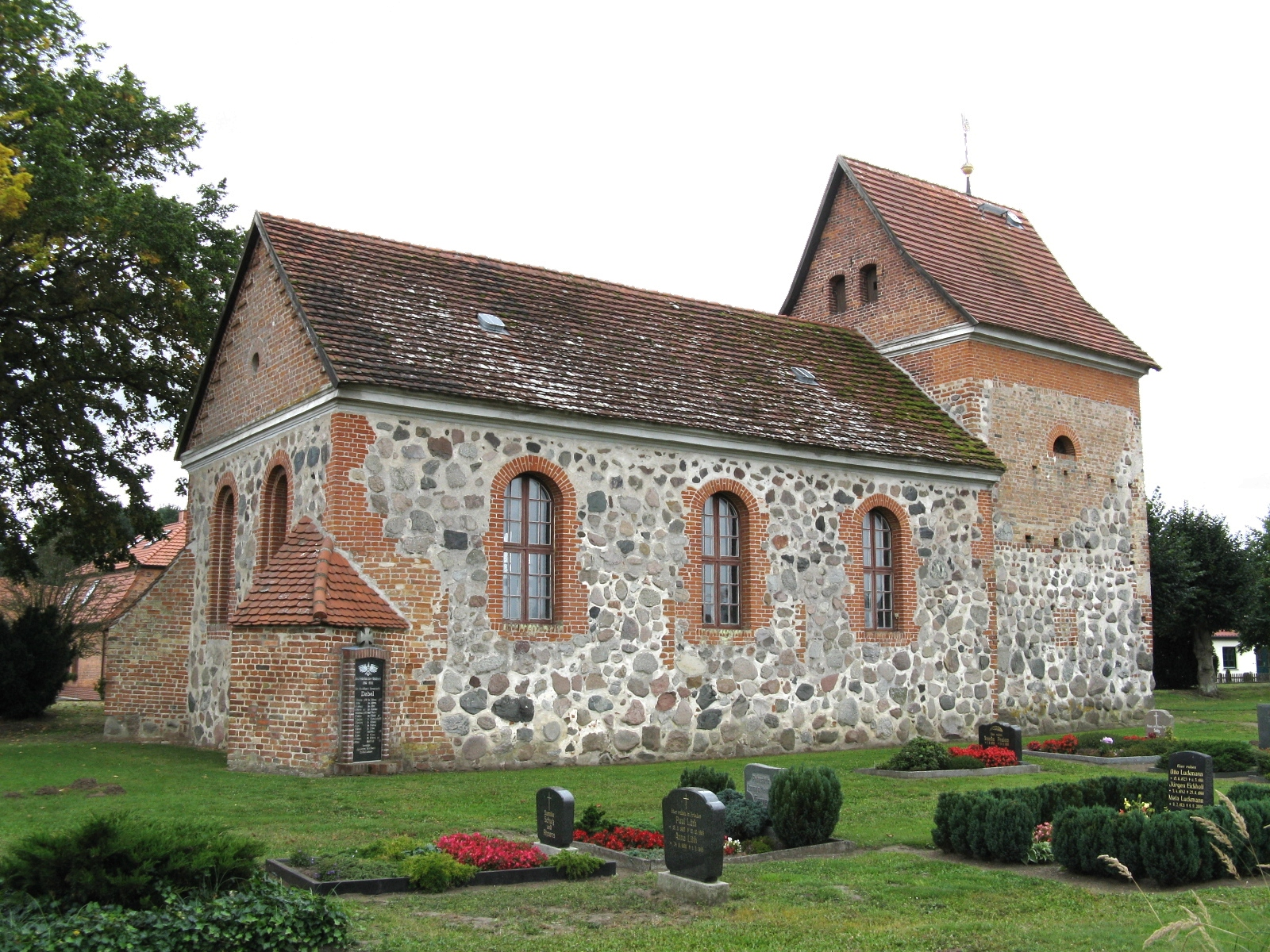
Iglesia de Dabel